# 風空開山伯公
24°45′53″N 121°01′45″E / 24.764720°N 121.029086°E
風空開山伯公，又稱金山面開山伯公，是位於臺灣新竹市東區金山里的土地祠與樟樹。台灣高鐵公司為此變更高鐵軌道路線，亦將該樹作為高鐵廣告的主角。

## 伯公樹

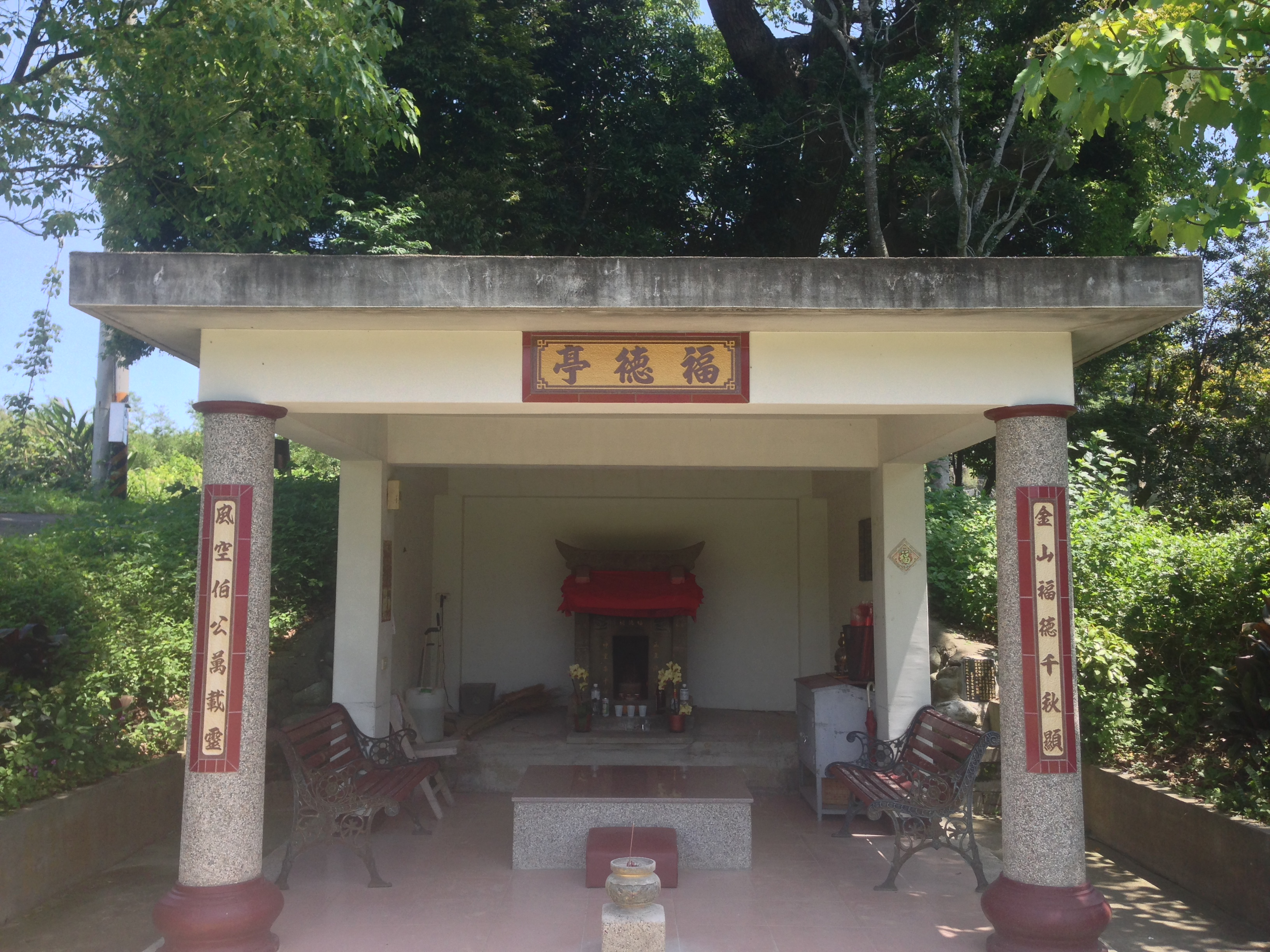
風空開山伯公福德祠

在新竹市金山面金山里6鄰的風空山丘，有一棵被認為是全市最老的樟樹，但正好位在高鐵計畫路線，面臨砍除。
1996年，金山里獲選為新竹市社區總體營造的示範點，吸引地方文史工作者陳板進駐。當年8月，政府完成地上物補償查估補償，由高鐵出資補償委託竹市府辦理發放，風空開山伯公獲得三十五萬四千多元補償金，其中樟樹補償一萬七千元，樹旁的土地廟建物補償六萬四千二百六十五元，土地廟遷入金山集福宮費用二十五萬元，由當時的里長吳慶杰代領，專款存入土地廟遷移戶頭。陳板說服里長吳慶杰重視此老樟樹，於是11月間，吳慶杰等文史工作者在此樹前舉辦第一次座談會，呼籲社區民眾重視這棵樹，經由多次座談會，當地人開始認同吳慶杰等人的理念，一同參與護樹行動，亦引起媒體報導。
後來，金山里長改選，連任失敗的吳慶杰希望把保管經費全數繳還市府，讓市府感到麻煩。市府地政科長沈敏欽表示，補助費1997年5月已經全部結案，並且向省府及中央核銷，若退回這筆費用，市府無適當規定接納，唯有向高鐵反映處理。樟樹和土地公與高鐵開路紛爭，造成知名度打開，每逢假日民眾前往一睹，成了觀光勝地。
台灣高鐵公司董事長殷琪知道後走勘風空，在考量老樹異地殖生不一定可延續生命下，決定變更工程設計，讓老樹原地保留。1998年12月24日，她親自下令保留此樹，高鐵繞道。護樹行動亦讓新竹市政府在2002年3月39日公布《新竹市樹木及綠資源保護自治條例》，澤及新竹其他老樹群。里長吳慶杰稱讚老樟樹能保留，是高鐵局重大建設下的一大美談。該處知名後，也吸引攝影愛好人士來取景。高鐵以此老樹為題，拍攝平面、電視廣告、製作車站燈箱。
樹被新竹市府列管為需保護的第9號老樹，由台灣高鐵作法定管理人。2007年，高鐵局擔心影響高鐵行駛安全，決定修剪此樹，並行文給金山面文史工作室及樹醫楊甘陵協助。該年修枝時發現樹幹出現凹洞，腐朽嚴重內有螞蟻窩及蟻卵，於是新竹市府在2008年請林業試驗所進行超音波檢查，結論是嚴重腐朽但無立即危險。
2009年，高鐵局花費總經費新台幣30多萬元進行修剪及清除老樟樹的根部腐朽傷口，並作碳化殺菌，不銹鋼支架等醫療。2011、2013年《聯合報》報導時，風空百年伯公樹齡約300年、樹高22公尺，胸徑1.4公尺、胸圍3.1公尺。
2011年6月18日，國際森林年，林務局公布從各縣市選出最具特色的一百株老樹，介紹此樹、鶴岡千年鶼鰈老樹、錫安祠榕樹等。新竹市七所國小十八名學童組成的「魔樹小子尋根之旅」團隊，三個月探訪包括此樹的一百棵老樹，以琉璃作為媒材完成了兒童繪本《新竹第一樹》，於2013年2月22日舉行發表會。同年7月報導，高鐵公共事務高級專員羅世發退休後，以一年多的時間紀錄護樹過程與收錄老照片，撰寫成書《時空際遇》。

## 伯公廟

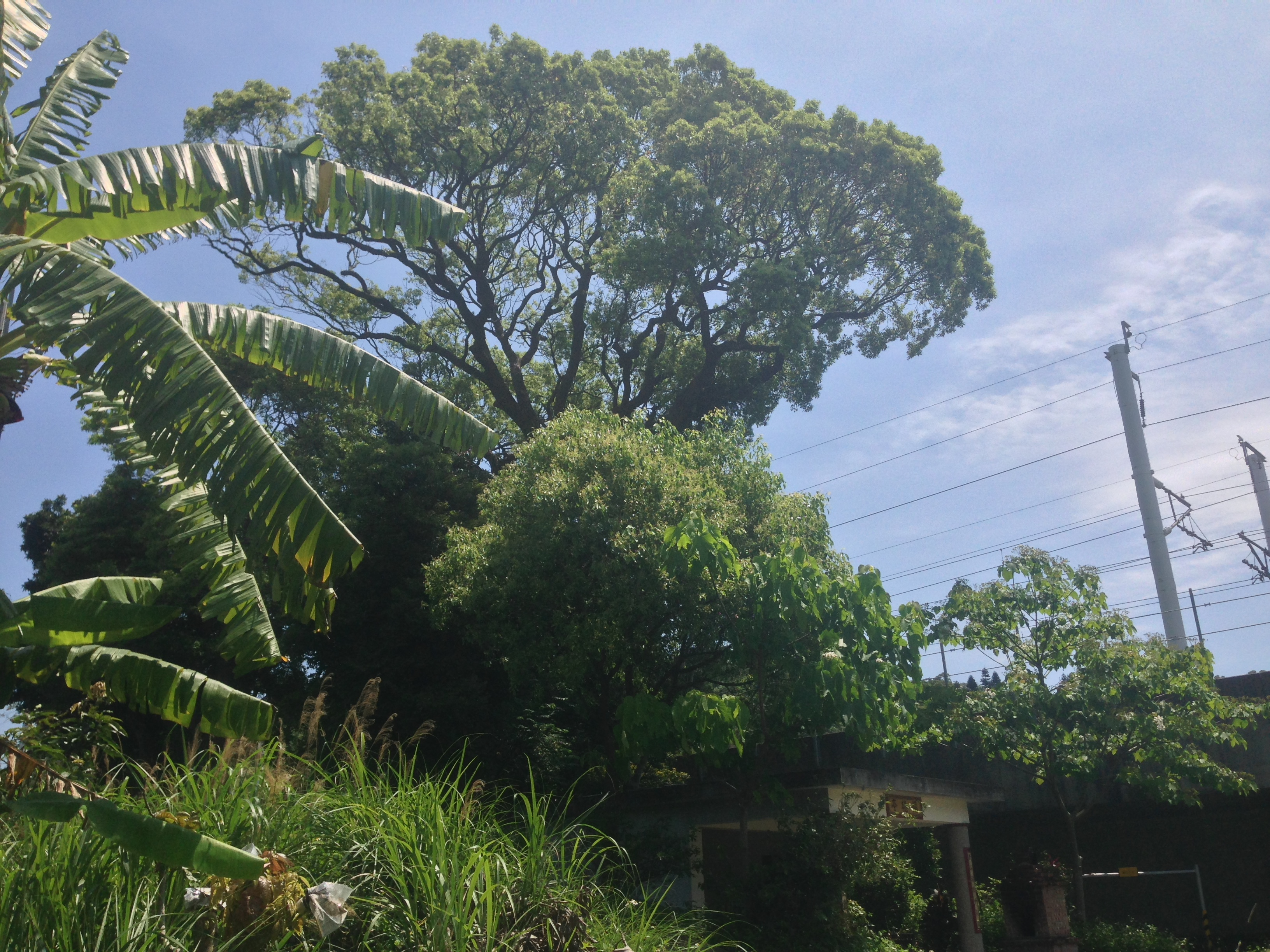
風空開山伯公近景

土地祠（伯公廟）約20世紀中葉遷移到此樹下，廟身建材採用頭前溪石。名稱有「風空開山伯公」、「金山面開山伯公」。當地如「伯公龍」、「伯公崎」等地名也與其有關。
本來計畫此廟伯公遷入金山集福宮，但集福宮廟方以廟裡已有多尊土地公及已經等待建廟經費，不需要其二十五萬元的遷入費用為由，婉拒遷入。在樹身面臨移除時，金山面的媽媽舞蹈班曾來此土地廟許願，希望老樹能如願保留。保留老樹成功後，土地祠亦作了改變，原面對高鐵鐵軌行駛方向，但居民認為土地公「看久會膩」也不敬，於是商議轉向面對金山面。廟身從坐西朝東，改為坐北朝南。

## 外部連結
- (19) 台灣高鐵 老樹篇 - YouTube